# HD 180555
HD 180555是位於赤道星座天鷹座的一對聯星。它由兩顆恆星組成，在週期8.95年，離心率為0.43的軌道上互繞。在8.32″的角分離處還有另一顆恆星，但它與系統無關。

## 外部連結
- HR 7307 （页面存档备份，存于）
- CCDM 19164+1433 （页面存档备份，存于）
- Image HD 180555